# Parafia Najświętszej Maryi Panny Łaskawej w Zadorożu
Parafia Najświętszej Maryi Panny Łaskawej w Zadorożu (biał. Парафія Найсвяцейшай Маці Божай Ласкавай у Задарожжы) – parafia rzymskokatolicka w Zadorożu. Należy do dekanatu głębockiego diecezji witebskiej. Fundusz parafialny zatwierdził król Zygmunt III Waza w 1601 r. 

## Historia
Drewniany kościół ufundował wojski połocki Piotr Orzechowski, dzierżawca dóbr królewskich Zadoroże. Ufundował również utrzymanie plebana i sług kościelnych. W 1601 roku król Zygmunt III Waza zatwierdził fundusz parafialny i darował parafii wieś Zadoroże grunt Glińskich Krukowszczyznę. W 1733 roku wybudowano świątynię Najświętszej Maryi Panny Łaskawej. W 1744 roku parafia znajdowała się w dekanacie połockim diecezji wileńskiej. Posiadała kościół filialny w Proszkowej. W 1781 roku parafia liczyła 1213 wiernych, w szkole parafialnej uczyło się 9 uczniów. W 1843 roku posiadała kaplicę w Łużkach (dwór), we wsiach Ulim i Baldów. W 440 domach mieszkało 3884 katolików. W 1872 parafia posiadała filię w Borysowiczach (Boryskowiczach) (ob. Proszkowo), kaplice w Krukowszczyźnie i cmentarną w Zadorożu. W 1902 roku świątynia spłonęła. W latach 1907–1910 wybudowano z cegły nowy kościół. 26 października 1910 roku został poświęcony przez proboszcza ks. Antoniego Walentynowicza, który został następnie usunięty z probostwa przez władze carskie. W latach 1957–2003 (oficjalnie od 1985) proboszczem parafii był ks. Lucjan Pawlik MIC. W tym czasie wyremontował kościoły w Naroczy, Łyntupach, Prozorokach, Hermanowiczach, Łużkach, Czerniewiczach i Proszkowej, a w roku 1996 wykupił sklep w Podświlu, gdzie założył kaplicę i przystąpił do budowy kościoła. Kaplica św. Rafała w Proszkowej była wówczas filią parafii. W 1998 roku miały miejsce misje parafialne.

## Proboszczowie parafii[2]
| imię i nazwisko                       | daty urzędowania |
| ------------------------------------- | ---------------- |
| Ks. Bazyli Federowicz                 | 1789 – 1792      |
| Ks. Józef Lełłowicz                   | 1843             |
| Ks. Kazimierz Meszkowski              | 1871             |
| Ks. Stanisław Niemiro                 | 1872             |
| Ks. Antoni Walentynowicz              | 1901 – 1910      |
| Ks. Franciszek Romejko                | 1925             |
| Ks. Zygmunt Siekierko                 | 1938             |
| Ks. Jan Litwiński                     | 1950 – 1956      |
| Ks. Lucjan Pawlik MIC                 | 1985 – 2003      |
| Ks. Piotr Bernacki MIC                | 2004 – 2007      |
| Ks. Edward Narodowski (administrator) |                  |

## Źródła
- Zadroże, [w:] Słownik geograficzny Królestwa Polskiego, t. XIV: Worowo – Żyżyn, Warszawa 1895, s. 250.